# Vermächtnis
Ein erbrechtliches Vermächtnis (auch Legat, von lateinisch legatum) ist die Zuwendung eines bestimmten Vermögensvorteils aufgrund eines Testaments oder Erbvertrags, ohne dass der mit dem Vermächtnis Bedachte (der Vermächtnisnehmer oder Legatar) als Erbe eingesetzt wird. Der Vermächtnisnehmer erwirbt den betreffenden Gegenstand nicht unmittelbar mit dem Tode des Erblassers. Er erlangt lediglich einen Anspruch gegen den oder die mit dem Vermächtnis beschwerten Erben.

## Deutsches Recht
Die gesetzlichen Regelungen des Vermächtnisses finden sich im deutschen Recht in den §§ 2147 ff. des Bürgerlichen Gesetzbuchs (BGB).

### Rechtsnatur
Das Vermächtnis besteht gemäß § 1939 BGB in der Zuwendung eines Vermögensvorteils durch Testament oder gemäß § 1941 BGB durch Erbvertrag. Der Bedachte wird dabei nicht Erbe, da es an einer Erbeinsetzung gerade fehlt und er nicht in die Rechtsnachfolge des Erblassers eintritt. Gegenstand eines Vermächtnisses kann die Zuwendung beliebiger Vermögenswerte sein. In Betracht kommt dabei die Übertragung einer bestimmten Sache, die Zahlung eines Geldbetrags oder die Einräumung eines Rechts, so als beschränkte persönliche Dienstbarkeit etwa ein Wohnrecht oder als absolutes Recht ein Nießbrauch.
Da der Bedachte den Vermögensvorteil beim Vermächtnis nicht automatisch und dinglich erlangt – ein solches sogenanntes Vindikationslegat kennt das deutsche Recht nicht – erwirbt er lediglich einen schuldrechtlichen Anspruch auf Verschaffung des Zugewendeten, sogenanntes Damnationslegat. Der Bedachte erwirbt somit einen Erfüllungsanspruch, der sich gemäß § 2174 BGB gegen den mit dem Vermächtnis beschwerten Erben richtet. Neben dem oder den Erben kann auch ein Vermächtnisnehmer selbst mit einem Vermächtnis beschwert werden, § 2147BGB. In diesem Fall wird von einem Untervermächtnis gesprochen.
Das Vermächtnis ist von der Auflage zu unterscheiden. Der Erblasser kann gemäß § 1940 BGB den Erben oder auch einen Vermächtnisnehmer zu einer Leistung verpflichten, ohne einem anderen ein Recht auf die Leistung zuzuwenden (Auflage). Mit einer Auflage wird der Erbe oder Vermächtnisnehmer etwa zur Grabpflege oder zur Pflege von Haustieren nach dem Tod des Erblassers verpflichtet. Bestimmte für das Vermächtnis geltende Vorschriften sind entsprechend anwendbar (§ 2192 BGB).

### Verfügung und Inhalt
Zur Aussetzung eines Vermächtnisses ist die Benutzung bestimmter Worte im Testament oder im Erbvertrag nicht erforderlich. Nach der in § 2087 Abs. 2 BGB enthaltenen Auslegungsregel liegt in der Zuwendung nur einzelner Gegenstände im Zweifel die Anordnung eines Vermächtnisses. Verfügt der Erblasser beispielsweise: „Mein Jagdgewehr erhält mein Freund …, alles andere, was ich besitze, vermache ich meinem Sohn“, so ist der Sohn Erbe und der Freund Vermächtnisnehmer. Das bedeutet, dass der Sohn mit dem Tode des Erblassers in alle Vermögenspositionen desselben einrückt, der Freund hingegen einen Anspruch gegen den Sohn als Erben auf Verschaffung des Eigentums am Gewehr und auf Herausgabe desselben hat. In der Praxis ist häufig erst durch Auslegung der Wille des Erblassers ergründbar.

### Besondere Formen des Vermächtnisses

#### Ersatzvermächtnis
Für den Fall, dass der Bedachte bei Eintritt des Erbfalles nicht mehr lebt, kann der Erblasser ein Ersatzvermächtnis anordnen, § 2190 BGB.

#### Nachvermächtnis
Ein Nachvermächtnis liegt vor, wenn der Erblasser einen Vorvermächtnisnehmer und einen Nachvermächtnisnehmer bestimmt hat. Der Nachvermächtnisnehmer soll dann nach Eintritt eines Ereignisses von dem Vorvermächtnisnehmer den Gegenstand fordern können.

#### Verschaffungsvermächtnis
Beim Verschaffungsvermächtnis richtet sich die Verfügung des Erblassers auf einen Gegenstand, der nicht zum Nachlass gehört. Der mit dem Vermächtnis Beschwerte muss dann den Gegenstand mit Mitteln des Nachlasses erwerben und dem Vermächtnisnehmer verschaffen. Allerdings ist § 2169 BGB zu beachten, wonach grundsätzlich ein Vermächtnis unwirksam ist, wenn es sich auf einen nicht zum Nachlass gehörenden Gegenstand bezieht. Ein Verschaffungsvermächtnis darf deshalb nur angenommen werden, wenn feststeht, dass der Erblasser trotzdem den Gegenstand zuwenden wollte.

#### Vorausvermächtnis
Beim Vorausvermächtnis (§ 2150 BGB) wird das Vermächtnis einem (Mit-)Erben selbst zugewendet, d. h., er ist sowohl Erbe als auch Vermächtnisnehmer. Zusätzlich zu seinem Erbteil erhält er einen bestimmten Gegenstand aus dem Nachlass, und zwar ohne Anrechnung auf seinen Erbteil. In der Praxis bereitet es immer wieder Schwierigkeiten, das Vorausvermächtnis von der Teilungsanordnung abzugrenzen. Bei der Teilungsanordnung besteht eine Ausgleichspflicht gegenüber den Miterben, beim Vorausvermächtnis hingegen nicht.
Verständnisprobleme entstehen vor allem bei selbstverfassten Testamenten aufgrund unklarer oder widersprüchlicher Formulierungen des Testators. Im Fall der Verfügung „Mein Aktiendepot erhält mein Sohn A, das übrige Vermögen erhalten meine Söhne A und B zu gleichen Teilen“, bleibt unklar, ob der Erblasser den A gegenüber B begünstigen wollte (dann Vorausvermächtnis) oder aber einen wertmäßigen Ausgleich für das Aktiendepot anstrebte, B also zum Ausgleich für das Depot entsprechend mehr aus dem übrigen Nachlass erhalten soll (dann Teilungsanordnung).
Zu Unklarheiten kann auch die Formulierung im Gesetz führen: Während aus § 2150 BGB folgt, dass Vermächtnisse auch zugunsten von Erben möglich sind, und zwar eben als Vorausvermächtnisse, wird in § 1939 BGB das Vermächtnis als eine Zuwendung definiert, die der Erblasser anordnet „ohne ihn [den Begünstigten] als Erben einzusetzen“. Die Formulierung des Gesetzes ist letztlich jedoch eindeutig. Nur durch die Zuwendung eines Vermächtnisses allein wird jemand nicht Erbe, ihm kann aber neben der Erbeinsetzung sehr wohl auch ein Vermächtnis zugewandt werden.
Nach der Rechtsprechung ist das Vorausvermächtnis regelmäßig schon vor der Erbauseinandersetzung zu befriedigen.

#### Universalvermächtnis
Ein Universalvermächtnis liegt vor, wenn der Erblasser einem Dritten die gesamte Erbschaft mittels Vermächtnis zuwendet und dabei deutlich macht, dass die Auslegungsregel des § 2087 BGB nicht gelten soll. Hauptartikel: Universalfideikommiss

### Abtretung
Da es sich bei dem Vermächtnis um einen schuldrechtlichen Anspruch handelt, unterliegt es den allgemeinen Regeln der Abtretung.

## Islamisches Recht
Im islamischen Recht, das in den meisten islamischen Ländern zur Anwendung kommt, gibt es die Institution des testamentarischen Vermächtnisses (waṣīya). Dieses Vermächtnis darf ein Drittel des Vermögens (nach Abzug der Bestattungskosten und Schulden) nicht übersteigen, es sei denn, die gesetzlichen Erben, denen bestimmte Pflichtteile (farāʾiḍ) zustehen, stimmen dem zu. Die Frage, ob Vermächtnisse gegenüber gesetzlichen Erben zulässig sind, wird in den verschiedenen islamischen Rechtsschulen unterschiedlich beurteilt. In den meisten islamischen Ländern sind sie heute erlaubt. Während Muslime und Nichtmuslime nach dem islamischen Recht gegenseitig nicht erbberechtigt sind, ist das Vermächtnis eines Muslims zugunsten eines Nichtmuslims wirksam. Dies ist ein Ansatzpunkt für individuelle Lösungen bei interreligiösen Ehen. Die Aussetzung eines Vermächtnisses gilt nach der islamischen Normenlehre grundsätzlich als empfehlenswert.